# ツバイーダ (小惑星)
ツバイーダ (865 Zubaida) は小惑星帯に位置する小惑星である。ハイデルベルクのケーニッヒシュトゥール天文台でマックス・ヴォルフによって発見された。
カール・マリア・フォン・ウェーバーのオペラ『アブ・ハッサン』の登場人物にちなんで命名された。